# Rio Baraolt
O Rio Baraolt é um rio da Romênia afluente do Rio Olt, localizado no distrito de Covasna.